# Bloomburg
Bloomburg est une ville américaine du sud-est des États-Unis, située dans l’État du Texas, dans le comté de Cass, à la frontière avec l'Arkansas. Elle comptait 404 habitants lors du recensement de 2010.

## Géographie
Bloomburg est située à 800 m de la frontière avec l'Arkansas et à 11 km au sud d'Atlanta.

## Démographie
Composition de la population en % (2000)
| Groupes         | Bloomburg | Texas | États-Unis |
| --------------- | --------- | ----- | ---------- |
| Blancs          | 78,14     | 32,8  | 55,7       |
| Hispaniques     | 2,13      | 37,6  | 16,7       |
| Autres          | 1,33      | 10,5  | 6,2        |
| Afro-Américains | 17,6      | 11,9  | 12,6       |
| Métis           | 0         | 2,7   | 2,9        |
| Asiatiques      | 0         | 3,8   | 4,8        |
| Améridiens      | 0         | 0,7   | 0,9        |
| Océaniens       | 0,8       | 0,1   | 0,2        |
| Total           | 100       | 100   | 100        |

## Personnalités liées à la ville
- Thelma Mothershed-Wair (1940-2024), militante des droits civiques